# Гидролокатор

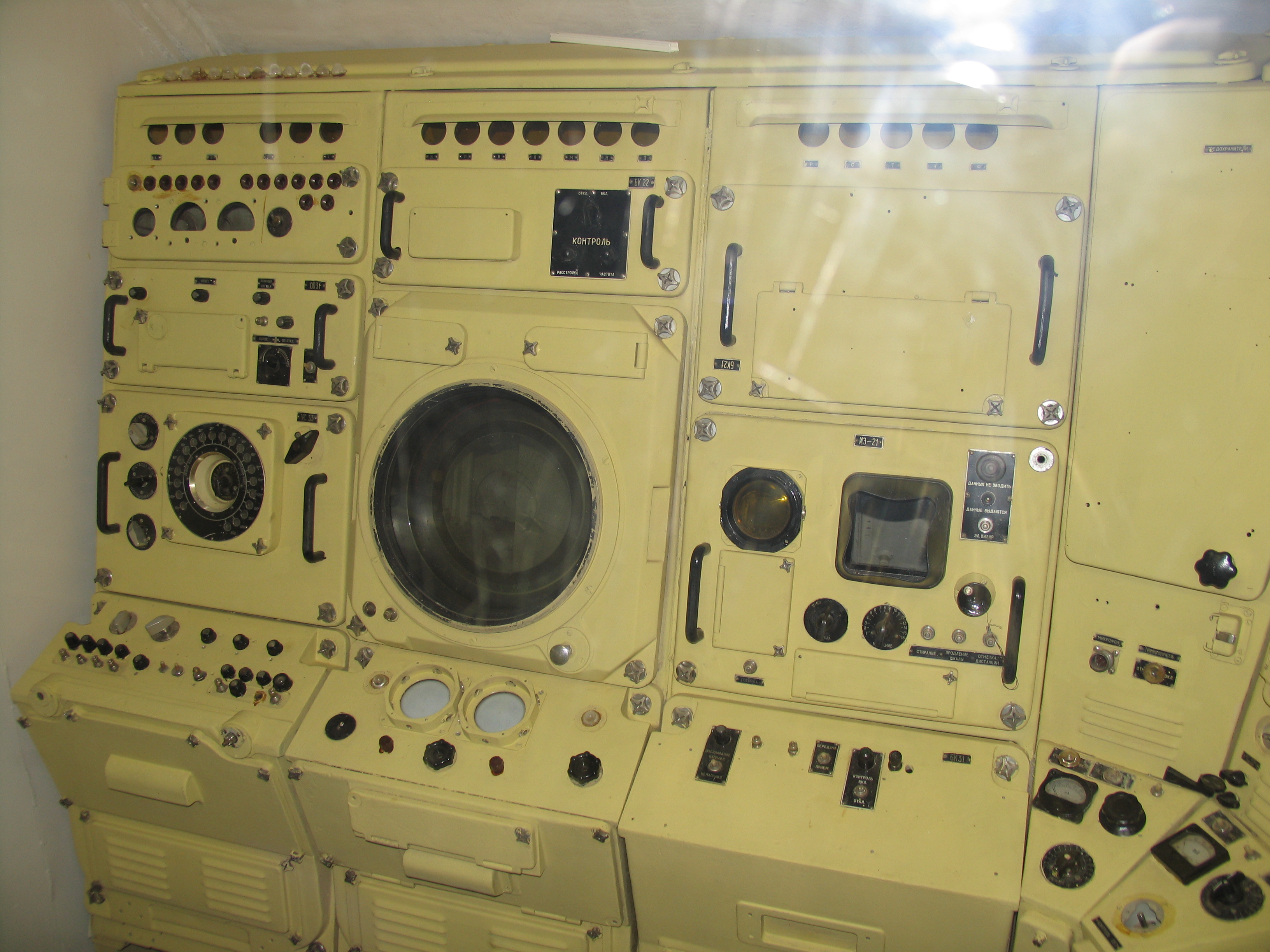
Пост гидроакустика подводной лодки Б-396 проекта 641Б

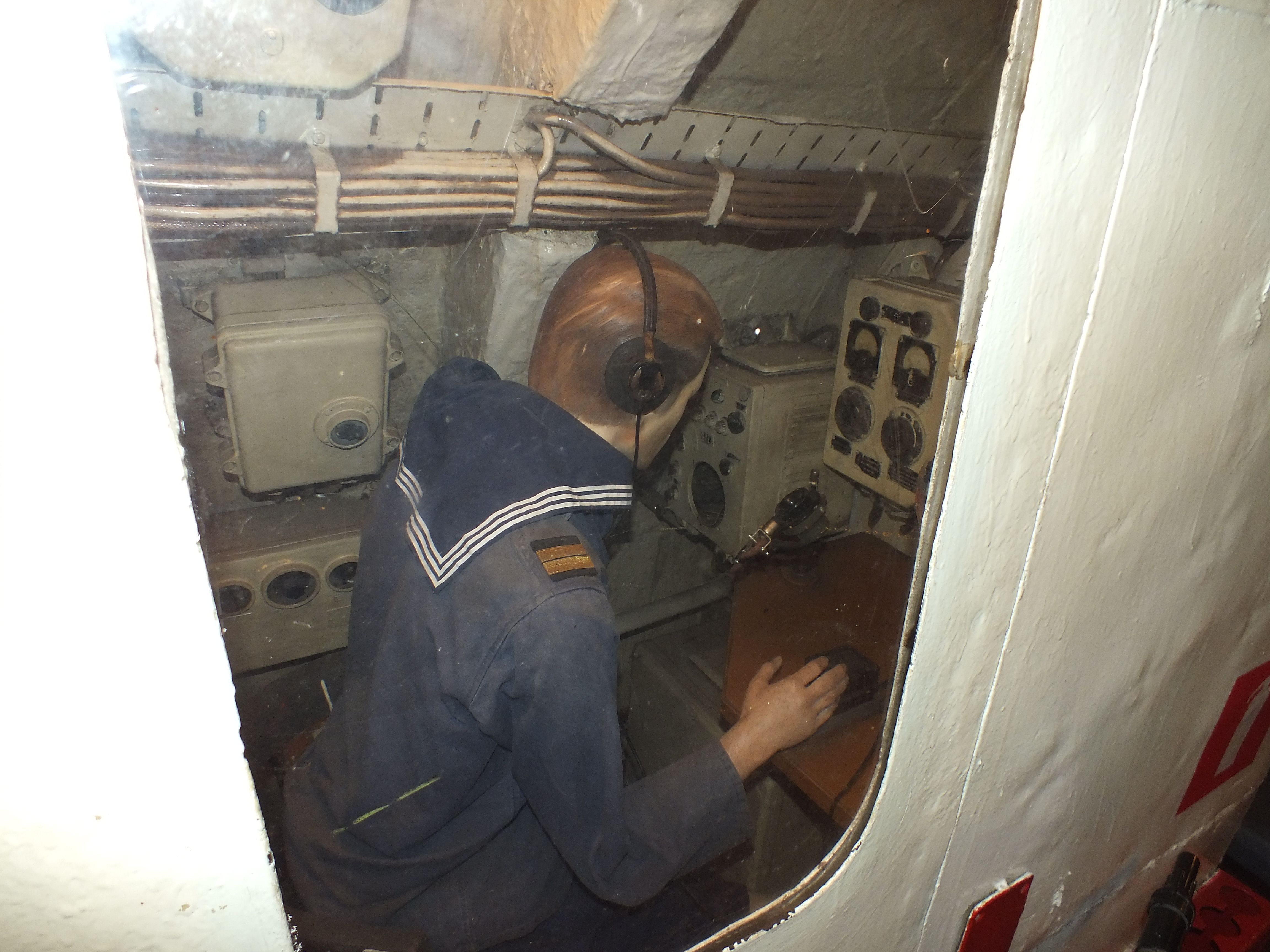
Рубка гидроакустика на подводной лодке С-56 (корабль-музей во Владивостоке)

Гидролока́тор, сона́р (англ. sonar, аббр. от SOund Navigation And Ranging) — средство звукового обнаружения подводных объектов с помощью акустического излучения.

## Основные сведения
По принципу действия гидролокаторы бывают:
- Пассивные — позволяющие определять местоположение подводного объекта по звуковым сигналам, излучаемым самим объектом (шумопеленгование).
- Активные — использующие отражённый или рассеянный подводным объектом сигнал, излучённый в его сторону гидролокатором.

Активный гидролокатор «Асдик» в его первоначальной примитивной форме был изобретён в конце Первой мировой войны во Франции Константином Шиловским и Полем Ланжевеном. Основной принцип его действия остался неизменным до настоящего времени. Однако за прошедшие годы эффективность гидролокатора значительно возросла, расширились масштабы его использования, а также увеличилось число классов кораблей, с которых он мог применяться для проведения поиска и атак подводных лодок противника.
Основу составляет приёмопередатчик, который посылает звуковые импульсы в требуемом направлении, а также принимает отражённые импульсы, если посылка, встретив на своём пути какой-либо объект, отразится от него. Эти посылки и отражённые сигналы после преобразования звучат очень похоже на то, как произносится слово «пинг». Поэтому его стали называть «пингсетом» (англ. ping set), работу на нём назвали «пингинг» (англ. pinging), а офицера-специалиста по противолодочной борьбе — «пингер» (англ. pinger).
Вращая приёмопередатчик подобно прожектору, можно определить по компасу направление, в котором послан «пинг», а следовательно, и направление объекта, от которого «пинг» отражён. Замерив промежуток времени между посылкой импульса и приёмом отражённого сигнала, можно определить расстояние до обнаруженного объекта.

## Эхолот

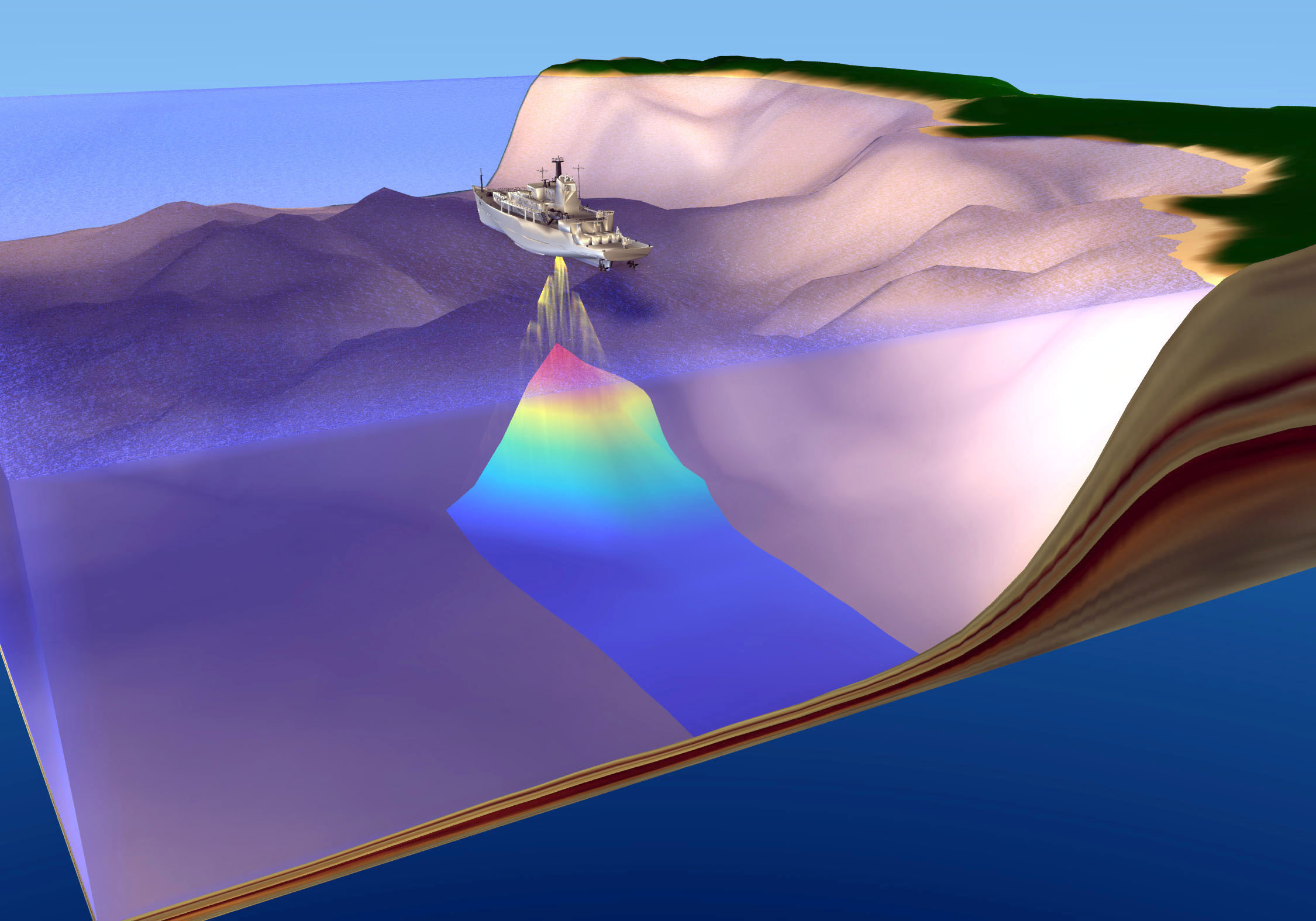
Эхолот

- Эхолот — узкоспециализированный гидролокатор, устройство для исследования рельефа дна водного бассейна. Обычно использует ультразвуковой передатчик и приёмник, а также ЭВМ для обработки полученных данных и отрисовки топографической карты дна.[1]

## Исследования
В 2018 году группа исследователей из Пенсильванского университета разработала устройство сокрытия, эффективно работающее под водой. Этот новый «метаматериальный плащ-невидимка» способен перехватить и преломить распространяющиеся под водой акустические волны, которыми прощупывают окружающее пространство гидролокаторы. При этом, все это происходит без малейшего отражения или рассеивания звуковых волн, благодаря чему сонар не сможет узнать о том, что в пределах его досягаемости находится какой-либо объект.